# CStV Uttenruthia Erlangen

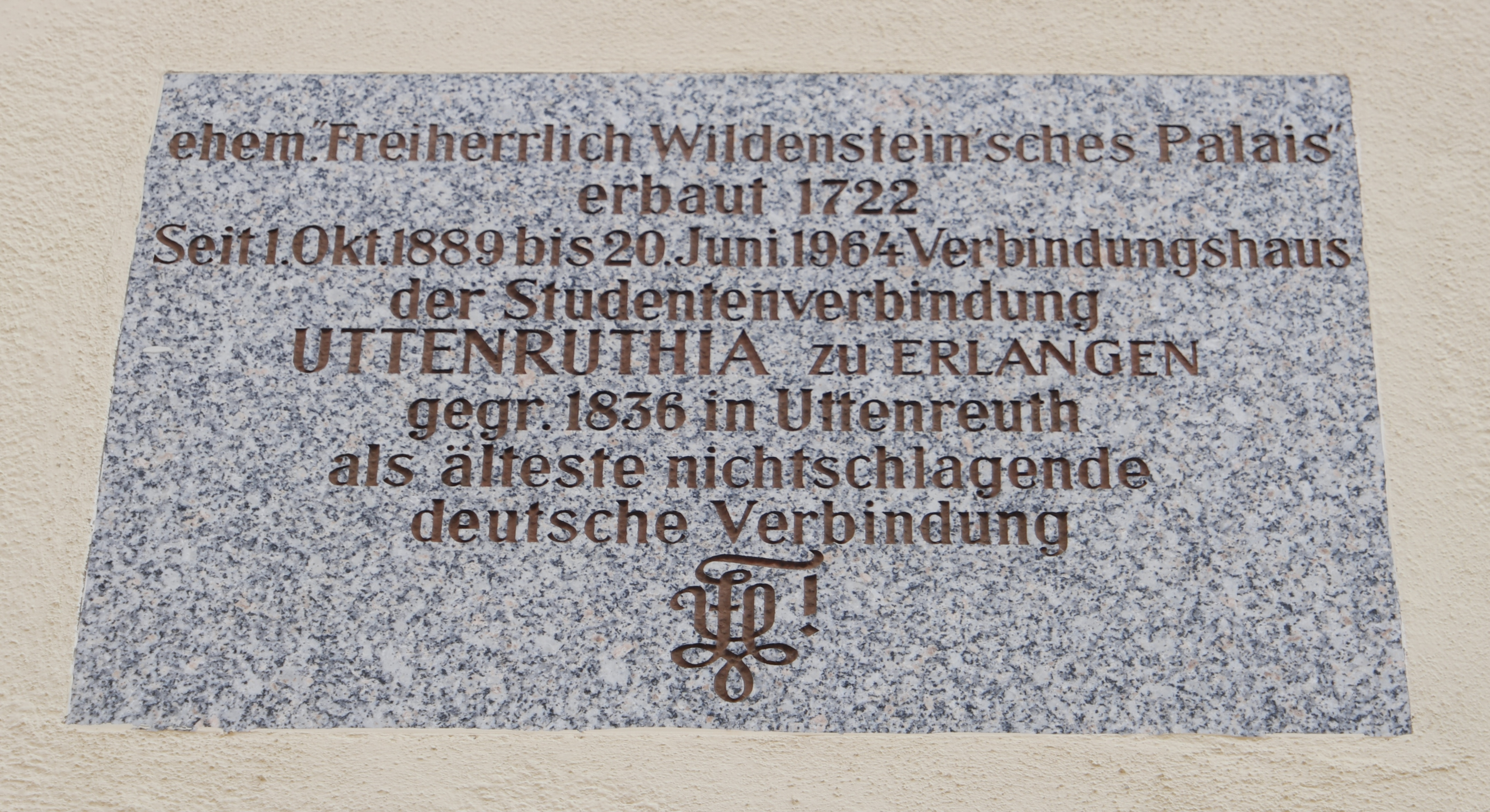
Gedenktafel am ehemaligen Uttenruthia-Verbindungshaus in Erlangen

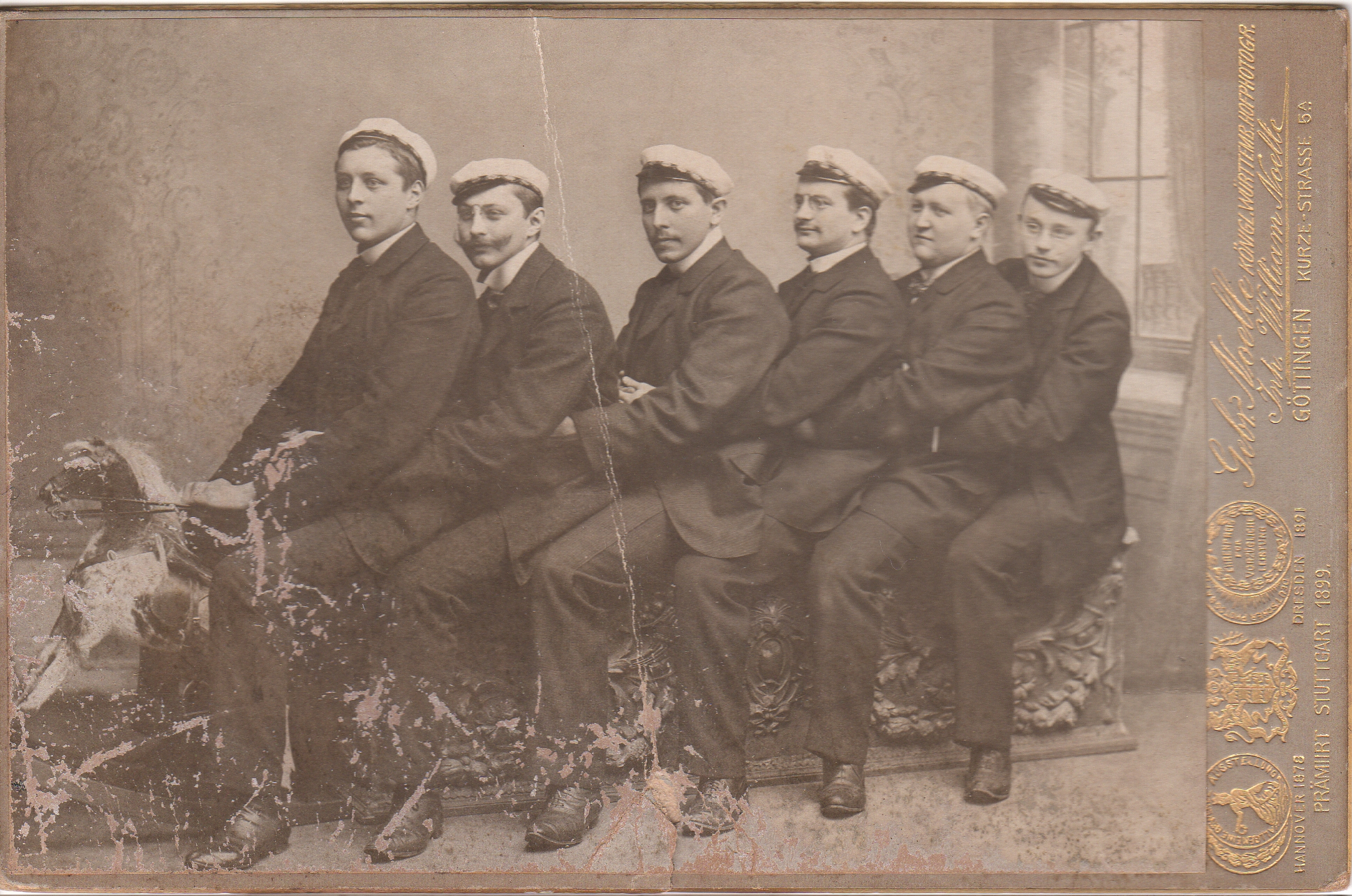
Uttenruthia-Studenten in Göttingen im WS 1902/03

Die Christliche Studentenverbindung Uttenruthia ist eine Studentenverbindung in Erlangen. Sie wurde am 5. März 1836 im Bierdorf Uttenreuth bei Erlangen als erste  nichtschlagende Verbindung Deutschlands gegründet. Sie ist Gründungsmitglied des  Schwarzburgbundes (SB).

## Geschichte
Als Reaktion auf die als „unrein“ empfundene Kultur des damaligen studentischen Lebens, wobei in erster Linie die Trinksitten gemeint waren, entstanden in Erlangen christliche Missions- und Erbauungskränzchen (Ernste Feier). Aus dem Wunsch, Geselligkeit zu pflegen, sie auf Wissenschaft und untadelige Sitte zu begründen, ging die Stiftung der Erlanger Uttenruthia im März 1836 hervor. In den Folgejahren trat das Christliche innerhalb der Uttenruthia zurück. Jene Mitglieder, die auf dem christlichen Standpunkt beharrten, gründeten 1850 den Erlanger Wingolf. Der Wingolfsbund vertritt die Auffassung, dass die Uttenruthia als Gründerin der wingolfitischen Prinzipien (Verschmelzung von christlichen und korporationsstudentischen Prinzipien) angesehen werden kann.

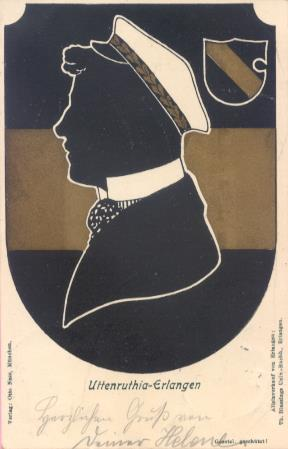
Mütze der Uttenreuther

Zu Pfingsten 1844 traf sich die Uttenruthia mit dem Berliner und Hallenser Wingolf im Goldenen Wolf in Schleiz. Dieses „Konzil“ gilt als Geburtsstunde des Wingolfsbundes. Der Bonner Wingolf, der sich kurze Zeit später in Germania umbenannte und der nicht nach Schleiz angereist war, erklärte die Beschlüsse von Schleiz als für sich für verbindlich. Er bestätigte, dass Mitglieder der anderen Verbindungen, sofern sie zum Studium nach Bonn kämen, als „per se“ aufgenommen gelten sollten und galt fortan als 4. Mitglied des Wingolf. Die Uttenruthia nahm in Folge auch an allen weiteren Treffen des Wingolf in den Jahren 1846 und 1848 im Schwarzburger Hof bei Blankenburg und nahm am ersten Wartburgfest des Wingolfsbundes 1850 teil. Nachdem sich dann der Erlanger Wingolf gegründet und der Wingolf sich von der Uttenruthia gelöst hatte, gründete diese im Jahre 1852 gemeinsam mit dem Pflug Halle (von diesem hatte sich der Hallenser Wingolf abgespalten) und Germania Marburg (die sich wiederum vom Marburger Wingolf abgespalten hatte) den Schwarzburgverein, der von 1852 bis 1860 bestand. Allerdings trat die Uttenruthia bereits 1855 wieder aus, da keine einheitliche Haltung zum Duell gefunden wurde.
Im Jahr 1887 gründete die Uttenruthia gemeinsam mit Tuiskonia Halle, Nordalbingia Leipzig und Sedinia Greifswald den Schwarzburgbund.
Die Mitglieder der Verbindung – salopp werden sie auch als „Uhus“ bezeichnet – tragen die Farben Schwarz-Gold-Schwarz mit goldener Perkussion und eine weiße Eichenkranzmütze. Von 1842 an trugen die Uttenreuther noch schwarze Mützen, diese wurden allerdings dem Wingolf 1850 überlassen, die Uttenruthia behielt hingegen die Farben Schwarz-Gold-Schwarz. Der Wahlspruch der Verbindung lautet „Frisch, Fromm, Froh, Frei“, wie ihn auch der Bonner Wingolf bis heute führt.
Am 14. März 1920 wurde zur Verhinderung eine „Überschwappens der Münchner Räterevolution nach Franken“ ein 1919 von Wingolf, Bubenruthia, Germania und Uttenruthia aufgestelltes Studentenbataillon unter Waffen gestellt, nachdem am Vortag in Berlin rechte Putschisten das Regierungsviertel besetzt hatten.
Während der Zeit des Nationalsozialismus wurde die Aktivas am 31. Januar 1936 offiziell aufgelöst, konnte jedoch unter dem  Namen Ellipse weiterbestehen. Das Verbindungshaus wurde durch die evangelische Kirche erworben und als „Theologisches Studienhaus“ genutzt. Nach dem Zweiten Weltkrieg wurde die Christliche Studentenverbindung Uttenruthia am 26. Februar 1946 als erste durch die amerikanische Militärbehörde wiederzugelassene Studentenverbindung Deutschlands wiedergegründet.

## Engagement im Schwarzburgbund
In der Vergangenheit haben sich Uttenreuther immer wieder im Dachverband engagiert. So war die Uttenruthia seit 1885 bisher neun Mal Vorort des Schwarzburgbundes und vertrat hiermit die Interessen der aktiven Verbindungen im Bundesvorstand.
| 19. Jahrhundert | 20. Jahrhundert | 21. Jahrhundert |
| --------------- | --------------- | --------------- |
| 1885            | 1911            | 2004            |
| 1893            | 1918            | 2009            |
| –               | 1966            | -               |
| –               | 1982            | -               |
| –               | 1994            | -               |

## Bekannte Mitglieder

### Theologen
- Heinrich Wilhelm Josias Thiersch (1817–1885), Philologe, Theologe und Kirchendiener der frühen katholisch-apostolischen Gemeinden; geistiger Vater des Marburger Wingolf
- August Ebrard (1818–1888), reformierter Theologe, Stifter der Uttenruthia und später des Erlanger Wingolf
- Friedrich Mergner (1818–1891), lutherischer Pfarrer und Komponist
- Adolf von Stählin (1823–1897), lutherischer Theologe und Oberkonsistorialpräsident der Evangelisch-Lutherischen Kirche in Bayern
- Christoph Ernst Luthardt (1823–1902), lutherischer Theologe, Hochschullehrer
- Wilhelm Preger (1827–1896), lutherischer Theologe, Lehrer und Kirchenhistoriker
- Johannes Samuel Büttner (1831–1905), lutherischer Pfarrer
- Justus Ruperti (1833–1899), lutherischer Geistlicher
- Wilhelm Volck (1835–1904), lutherischer Theologe und Professor in Rostock sowie Dorpat
- Gustav Leopold Plitt (1836–1880), lutherischer Theologe und Hochschullehrer
- Theodor Brieger (1842–1915), evangelischer Theologe und Hochschullehrer
- Wolrad Wolff (1842–1934), lutherischer Pfarrer
- Heinrich Lindenberg (1842–1924), lutherischer Theologe, Hauptpastor und Senior
- Emil Schürer (1844–1910), protestantischer Theologe und Hochschullehrer
- Johannes Haußleiter (1851–1928), lutherischer Theologe und Hochschullehrer
- Martin Romberg (1857–1943), lutherischer Pfarrer
- Johannes Evers (1859–1945), lutherischer Pfarrer
- Friedrich Veit (1861–1948), lutherischer Theologe und Kirchenpräsident der Evangelisch-Lutherischen Kirche in Bayern
- Christian Geyer (1862–1929), evangelischer Theologe
- Paul Lütge (1863–1921), lutherischer Geistlicher
- Wilhelm Bousset (1865–1920), evangelischer Theologe, Hochschullehrer
- Ernst Troeltsch (1865–1923), Theologe und Politiker (DDP)
- Hans Haas (1868–1934), Theologe und Religionswissenschaftler, Hochschullehrer
- Otto Stählin (1868–1949), Klassischer Philologe und Theologe, Hochschullehrer
- Justus Köberle (1891–1908), lutherischer Theologe und Hochschullehrer an der Universität Rostock
- Friedrich Rittelmeyer (1872–1938), evangelischer Pfarrer, Theologe und Mitbegründer sowie Erzoberlenker der Christengemeinschaft
- Erich Wehrenfennig (1872–1968), evangelischer Theologe und Kirchenpräsident der Deutschen Evangelischen Kirche in Böhmen, Mähren und Schlesien
- Johannes Kübel (1873–1953), evangelischer Theologe
- Julius Kühlewein (1873–1948), evangelischer Theologe, Landesbischof der Evangelischen Landeskirche in Baden
- Christian Bürckstümmer (1874–1924), lutherischer Theologe und Hochschullehrer
- Paul Fleisch (1878–1962), lutherischer Theologe und Abt des Klosters Loccum
- Hermann Jordan (1878–1922), lutherischer Theologe und Hochschullehrer
- Karl Nicol (1886–1954), lutherischer Theologe
- Heinrich Tilemann (1877–1956), lutherischer Theologe, Präsident des Oberkirchenrates der Evangelisch-Lutherischen Kirche in Oldenburg
- Johannes Behm (1883–1948), lutherischer Theologe und Hochschullehrer
- Wilhelm Stählin (1883–1975), lutherischer Theologe und Bischof der Evangelisch-Lutherischen Kirche in Oldenburg
- Franz Tügel (1888–1946), lutherischer Theologe und Landesbischof von Hamburg
- Paul Althaus (1888–1966), lutherischer Theologe und Hochschullehrer
- Theodor Heckel (1894–1967), lutherischer Theologe und Bischof

### Weitere Fachrichtungen
Ernst August Gries (1879–1944) Realschulprofessor, Leiter der Kaiserlichen Realschule in Windhuk
- Karl von Jan (1836–1899), klassischer Philologe und Musikhistoriker
- Ernst Christian Johannes Schön (1843–1908), Bürgermeister von Lübeck
- Ferdinand Heerdegen (1845–1930), Altphilologe, Hochschullehrer
- Georg Wilhelm Hofmann (1846–1923), Richter am Reichsgericht
- Friedrich Clemens Ebrard (1850–1935), Konsistorialrat und Direktor der Stadtbibliothek in Frankfurt am Main
- Theodor Lipps (1851–1914), Philosoph und Psychologe
- Karl Sudhoff (1853–1938), Arzt, Begründer der Medizingeschichte in Deutschland
- Ludwig Döderlein (1855–1936), Zoologe
- Wilhelm Geiger (1856–1943), Indologe
- Albert Gümbel (1866–1931), Archivar
- Friedrich G. G. Schmidt (1868–1945), deutsch-amerikanischer Sprach- und Literaturforscher
- Friedrich Stählin (1874–1936), Klassischer Archäologe, Philologe und Gymnasiallehrer
- Otto Glauning (1876–1941), Bibliothekar
- Leopold Petri (1876–1963), Jurist, Richter und Polizeipräsident in Bremen
- Wilhelm Vocke (1886–1973), Finanzfachmann und Bankier, Präsident der Bank deutscher Länder und der Deutschen Bundesbank
- Friedrich Meinzolt (1886–1984), Jurist, Richter, Mitglied des Bayerischen Senats
- Hans Meinzolt (1887–1967), Landrat in Kirchheimbolanden, bayerischer Staatssekretär, Honorarprofessor an der Technischen Universität München und Vizepräsident des Evangelisch-lutherischen Landeskirchenrats
- Otto Buurman (1890–1967), Arzt und Gesundheitspolitiker
- Fritz Fischer (1908–1999), Historiker
- Ulrich Beer (1932–2011), Psychologe und Philosoph
- Günter W. Zwanzig (1932–2021), Oberbürgermeister von Weißenburg, Kanzler der Evangelischen Hochschule Nürnberg
- Karl-Heinz Hiersemann (1944–1998), bayerischer Politiker (SPD), Mitglied und Vizepräsident des Bayerischen Landtags